# Eisenheim
Eisenheim – gmina targowa w Niemczech, w kraju związkowym Bawaria, w rejencji Dolna Frankonia, w regionie Würzburg, w powiecie Würzburg, wchodzi w skład wspólnoty administracyjnej Estenfeld. Leży około 18 km na północny wschód od Würzburga, nad Menem.

## Dzielnice
W skład gminy wchodzą dwie dzielnice: 
- Obereisenheim
- Untereisenheim

## Demografia
| Rok  | Liczba mieszk. |
| ---- | -------------- |
| 1970 | 1 100          |
| 1987 | 1 177          |
| 2000 | 1 309          |

## Oświata
(na 1999)

W gminie znajduje się 50 miejsc przedszkolnych (z 51 dziećmi).